# Abdelwahab Metrah
Abdelwahab Metrah (en arabe : عبد الوهاب متراح) est un footballeur international algérien né le 10 octobre 1936 à Alger. Il évoluait au poste d'arrière gauche.

## Biographie
Abdelwahab Metrah reçoit une seule sélection en équipe d'Algérie en 1964. Son seul match a eu lieu le 22 mars 1964 contre l'Égypte (nul 2-2).
En club, il joue notamment en faveur de son club formateur, le MC Alger pendant sept ans, avant d'aller finir sa carrière footballistique au NA Hussein Dey.

## Palmarès
NA Hussein Dey
- Championnat d'Algérie (1) :
  - Champion : 1966-67.

- Coupe d'Algérie (1) :
  - Vainqueur : 1967-68.